# Andrena xinjiangensis
Andrena xinjiangensis là một loài Hymenoptera trong họ Andrenidae. Loài này được Wu mô tả khoa học năm 1985.